# Дубье (Новгородская область)
Дубье — деревня в Хвойнинском муниципальном округе Новгородской области.

## География
Деревня находится в северо-восточной части Новгородской области, в подзоне южной тайги, при автодороге 49Н-1826, на расстоянии примерно 31 километр (по прямой) на запад-юго-запад от рабочего посёлка Хвойная, административного центра района.

### Климат
Климат района характеризуется как умеренно континентальный, влажный, с относительно прохладным летом и сравнительно мягкой зимой. Средняя многолетняя температура самого холодного месяца (января) составляет −8 °С (абсолютный минимум — −54 °C); самого тёплого месяца (июля) — 16,8 °C (абсолютный максимум — 35 °C). Безморозный период длится около 125 дней. Продолжительность периода активной вегетации растений (со среднесуточной температурой воздуха выше 10 °C) составляет более четырёх месяцев. Среднегодовое количество атмосферных осадков — 683 мм, из которых большая часть (около 455 мм) выпадает в тёплый период. В течение года преобладают ветры западных и юго-западных направлений.

## История
В 1910 году здесь (деревня Боровичского уезда Новгородской губернии) был учтен 21 двор. До 2020 года входила в Миголощское сельское поселение до его упразднения.

## Население
| 2009 | 2010 |
| ---- | ---- |
| 0    | ↗3   |

### Историческая численность населения
Численность населения: 134 человека (1910 год).

### Национальный состав
Согласно результатам переписи 2002 года, в национальной структуре населения русские и белорусы составляли по 50 % из 2 чел.

## Инфраструктура
Личное подсобное хозяйство.

## Транспорт
Деревня доступна автотранспортом.